# ジャイアントスイング

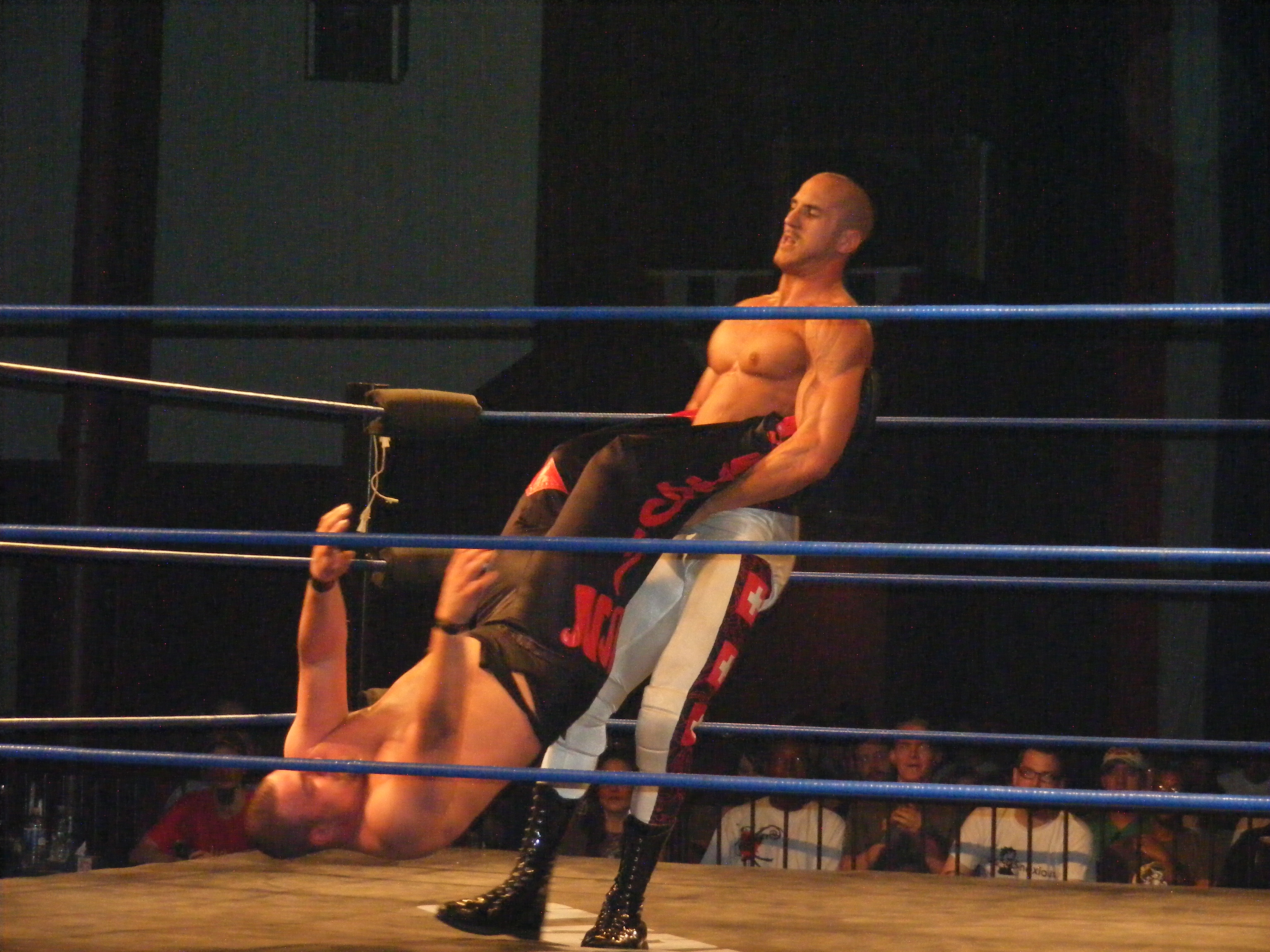
クラウディオ・カスタニョーリによるジャイアントスイング

ジャイアントスイング（Giant Swing）は、プロレス技のひとつである。

## 概要
仰向けの相手の両足首（または両膝）を脇の下に挟み込んでから抱え上げ、回転しながら相手を振り回し、平衡感覚を失わせることでダメージを与える。最も有名なプロレス技のひとつであるが、現在のプロレスではパフォーマンスとしての意味合いが強く、使用頻度は低くなりつつある。
力任せでできそうに見えるが、きれいにこの技を決めようと思えば、実はパワーよりも自らの平衡感覚と身体的なバランス感覚が高いレベルで必要とされる難しい技である。後述するように、得意としていたプロレスラーは怪力レスラーよりもテクニシャン・タイプが多い。

## 創始者と使い手
1950年代から1970年代にかけて活躍したアメリカのレスラー、ロニー・エチソンが1961年に日本プロレスが開催した「第三回ワールド大リーグ戦」にアメリカ代表として出場した際に、日本ではじめて披露した。エチソンは、この技を先輩レスラーだったサンダー・ザボーから教わったと語っている。その後、ドン・レオ・ジョナサン、ゴリラ・モンスーン、ビル・ミラーが盛んに使い始めた。この他にも、ジン・キニスキーも時々使っていたことがある。モンスーンとキニスキーは、ジャイアント馬場を振り回した実績を持っている。
日本ではおもに女子プロレスで使われ、トミー青山、佐藤ちの、ライオネス飛鳥、井上京子と引き継がれている。中でも、飛鳥はダンプ松本を振り回したほか、1984年10月29日の山崎五紀を相手に当時最高の24回転を成功させるなどして第一人者となっている。
そして1990年代に入り、男子でも馳浩が毎試合見せるようになり代表的な使い手に名乗りを挙げる。保永昇男に25回転を仕掛け日本記録を更新すると、1996年には60回転を記録し、引退試合では、当時の自身の年齢と同じ45回転を決めてみせた。一方で、渕正信がわざと相手を綺麗に持ち上げずに振り回すことで相手の頭がリングとこすれて摩擦熱でダメージを与える、というジャイアントスイングをファミリー軍団との試合で繰り出していた。これで笑いを取ったあとに永源遙がまともなジャイアントスイングを繰り出すのがお約束であった。
2020年代の女子プロレスにおいては、レディ・Cや渡辺未詩、後藤智香がこの技を多用している。また、男子では海外遠征前の辻陽太が使用していた。
スポーツ界以外ではなんばグランド花月での吉本新喜劇の舞台において、プロレスが好きで座長の石田靖が相手に言うことを聞かせるための荒技として使うこともある。フジテレビのバラエティ番組『めちゃ×2イケてるッ!』内のコーナーでもある「爆裂お父さん」で極楽とんぼの加藤浩次扮するお父さんが、お仕置きの手段としてジャイアントスイングを使っている。しかし使うたびに体力が減り、最後はふらふらになるのがお約束となっている。
コンピュータゲームにおいて、『バーチャファイターシリーズ』の登場キャラクター、ウルフ・ホークフィールドの必殺技とされており、シリーズ通して投げ技単体としては最高の攻撃力を誇っている。また、新日本プロレスを題材にした『新日本プロレスリング闘魂烈伝』シリーズや、全日本プロレスを題材にした『全日本プロレス』シリーズには、いずれも馳がキャラクターとして登場しておりゲーム内でもこの技を使用できる。その際、技を仕掛けた側の馳もフラフラになる点まで再現されている。

## 派生技
サンダーストーム
北尾光司が使用。仰向けに寝た相手の両足をテキサスクローバーホールドと同型のクラッチで固め、ジャイアントスイングの要領で振り回す。井上京子のキョーコスペシャルも同型。
スピニング・フルネルソン（スイング・フルネルソン）
ケン・パテラ、ボブ・アームストロング、宮本和志、清水愛らが使用。スタンディングのフルネルソンの状態から相手をジャイアントスイングの要領で振り回す。
スイング・スリーパー
川田利明や神取忍が使用。スリーパーホールドの体勢から、ジャイアントスイングの要領で振り回す。川田は主に軽量級の相手に繰り出すことが多く、神取は北斗晶との初対決の際にこの技を初公開して以降、得意技としている。
ドラゴンスイング
棚橋弘至、SANADAなどが使用。ドラゴン・スリーパー・ホールドの体勢から相手の体を持ち上げ、ジャイアントスイングのように振り回した後にリングに叩き付ける。
炎のコマ
桜庭和志が総合格闘技で使用。猪木アリ状態で寝ている相手の両足を取り、水平方向に回して背中に摩擦熱のダメージを与えるもので、渕のジャイアントスイングに類似している。
開花式ジャイアントスイング
渡辺未詩が使用。ベアハッグの体勢から相手の太腿をクラッチし直し、そのまま振り回してジャイアントスイングに移行する。

## こぼれ話
馳によると、この技をかけた際に自分の目を回さないようにするコツは目線を回す方向とは逆にしながら回す事だという。これは、バレエのフェッテ（爪先立ちの片足を軸に回転する）のコツと同じ原理である。